# ユーリ・メス
ユーリ・メス（Joerie Mes、1979年3月16日 - ）は、オランダ出身の男性キックボクサー。ショータイム/マイクスジム所属。
元々はスーパーミドル級を主戦場としていたがK-1に出るために体重を落とし、現在はミドル級で戦っている。アッパーを織り交ぜた強烈なパンチのコンビネーションが得意。
同じマイクスジム所属のバダ・ハリ、メルヴィン・マヌーフと共に悪童三兄弟と呼ばれる。
左胸に「気」と漢字一文字のタトゥーを入れている。
2009年7月13日の佐藤嘉洋との試合を最後に現役引退を表明した。

## 来歴
2007年6月23日、K-1 EUROPE MAX 2008 IN HOLLANDのヨーロッパトーナメント1回戦でマルコ・ピケと対戦し、判定負け。
2008年10月1日、K-1 WORLD MAX 2008 FINALで初来日。小比類巻太信と対戦し、1Rに左フックでダウンを奪うと、3R終了間際に左フックでダウンを奪いKO勝ち。
2009年7月13日、K-1 WORLD MAX 2009 FINAL8で、佐藤嘉洋と対戦し延長R1-2の僅差の判定負け。なお、この試合で現役引退を表明した。

## 戦績
| 勝敗 | 対戦相手                           | 試合結果                    | 大会名                                                                       | 開催年月日     |
| ×    | 佐藤嘉洋                           | 延長R終了 判定1-2           | K-1 WORLD MAX 2009 World Championship Tournament FINAL8 【リザーブファイト】 | 2009年7月13日  |
| ○    | モハメド・メドハー                 | 3R終了 判定                 | Gentlemen Fight Night                                                        | 2009年6月13日  |
| ○    | シェーン・キャンベル               | 3R TKO                      | IT'S SHOWTIME                                                                | 2009年5月16日  |
| ○    | ヤン・ファン・デンデレン           | 3R終了 判定                 | It's Showtime presents: Fights at the Border                                 | 2009年2月8日   |
| ○    | クリス・ナギンビ                   | 2R KO                       | IT'S SHOWTIME                                                                | 2008年11月29日 |
| ○    | 小比類巻太信                       | 3R 2:59 KO（左フック）      | K-1 WORLD MAX 2008 World Championship Tournament FINAL                       | 2008年10月1日  |
| ×    | ニキー"ザ・ナチュラル"ホルツケン   | 2R 2:21 TKO（後ろ回し蹴り） | IT'S SHOWTIME（K-1 WORLD GP 2008 IN AMSTERDAM）                              | 2008年4月26日  |
| ○    | イムロ・メイン                     | 3R終了 判定                 | Rings Holland - Risky Business                                               | 2007年9月23日  |
| ×    | マルコ・ピケ                       | 3R+延長R終了 判定0-3        | K-1 EUROPE MAX 2008 IN HOLLAND 【ヨーロッパトーナメント 1回戦】              | 2007年6月23日  |
| ×    | ムラット・ディレッキー             | 1R TKO（カット）            | It's Showtime（K-1 WORLD GP 2007 IN AMSTERDAM）                              | 2007年6月23日  |
| ×    | アンディ・サワー                   | 3R終了 判定0-3              | SLAMM - Netherland vs Thailand III                                           | 2007年5月6日   |
| ×    | タイロン・スポーン                 | 5R TKO                      | 2H2H - PRIDE & HONOR                                                         | 2006年11月12日 |
| ○    | ラモン・デッカー                   | 3R終了 判定                 | It's Showtime（K-1 WORLD GP 2006 in AMSTERDAM）                              | 2006年5月13日  |
| ○    | ライアン・シムソン                 | 5R終了 判定3-0              | It's Showtime                                                                | 2005年6月12日  |
| ○    | モイセス・バプティスタ・デ・ソウザ | 1R KO                       | SuperLeague Netherlands 2004                                                 | 2004年12月18日 |
| ○    | アティラ・ナギ                     | 5R終了 判定                 | SuperLeague Italy 2004                                                       | 2004年3月20日  |
| ×    | デミトリー・シャクタ               | 2R KO                       | SuperLeague Netherlands 2003                                                 | 2003年12月6日  |
| ○    | ロベルト・コッコ                   | 4R KO                       | SuperLeague Germany 2003                                                     | 2003年9月27日  |